# هاينكل هي 100
هاينكل هي 100 (بالإنجليزية: Heinkel He 100)‏ هي طائرة مقاتلة من صناعة هاينكل. كان أول طيران لها في 1938. صنع منها 25 طائرة.